# أولمبيا ميلانو
أولمبيا ميلانو (بالإيطالية: Olimpia Milano) هو فريق كرة سلة إيطالي تأسس في 1936 يقع في ميلانو، إيطاليا. يلعب في ليغا باسكيت الدرجة الأولى (حقق البطولة 26 مرة).